# Gaël Fickou

a Compétitions nationales et continentales officielles uniquement.

b Matchs officiels uniquement.
Dernière mise à jour le 19 juillet 2025.
Gaël Fickou, né le 26 mars 1994 à La Seyne-sur-Mer (Var), est un joueur international français de rugby à XV qui joue principalement au poste de centre au Racing 92.
Formé au RC Toulon et considéré comme un des grands espoirs du rugby français, Gaël Fickou rejoint le Stade toulousain lors de la saison 2012-2013. Dès sa première saison dans la ville rose, Gaël Fickou impressionne et est élu meilleure révélation lors de la nuit du rugby. Il connaît sa première sélection avec le XV de France le 16 mars 2013, à l'âge de 18 ans. Il devient par la suite un titulaire de l'équipe du Stade toulousain, avec qui il ne remporte aucun titre, avant son départ pour la capitale en 2018. Il quitte cette dernière trois ans après sans avoir remporté de titre et s'engage avec le Racing 92.
En équipe de France, il est titulaire au centre lors du Grand Chelem dans le Tournoi des Six Nations 2022.

## Biographie

### Jeunesse et formation à La Seyne-sur-Mer puis Toulon
Né à La Seyne-sur-Mer dans le Var d'un père sénégalais, Gaël Fickou s'est tout d'abord pris d'amour pour le football. Le pratiquant dans son club de La Seyne-sur-Mer, il est même proche d'intégrer les centres de formation de l'AS Monaco et de Sochaux. Cependant, il commence le rugby à XV avec le club de l'US Seynoise en 2003 et y reste jusqu'en 2009, lorsqu'il intègre le pôle espoirs de Hyères au lycée Costebelle.
Il intègre ainsi le club du RC Toulon, mais en 2012, en raison de la forte concurrence au poste de centre avec Matt Giteau, Maxime Mermoz, Mathieu Bastareaud et Geoffroy Messina, Gaël Fickou décide de quitter son club formateur. Alors que de nombreux clubs de Top 14 lui proposent un contrat, il choisit finalement le Stade toulousain. Le président du RC Toulon, Mourad Boudjellal, réagit sur le choix de Gaël Fickou : « Pour un jeune, signer à Toulouse est la voie royale pour intégrer l'équipe de France plus tard. Et puis, les moins de 20 ans ont un manager qui s'appelle Fabien Pelous et qui doit avoir davantage un faible pour Toulouse que pour Toulon. » Gaël Fickou préfère évoquer, en 2015, « des raisons diverses et variées » pour expliquer son choix.

### Carrière en club

#### Découverte du Top 14 avec le Stade toulousain

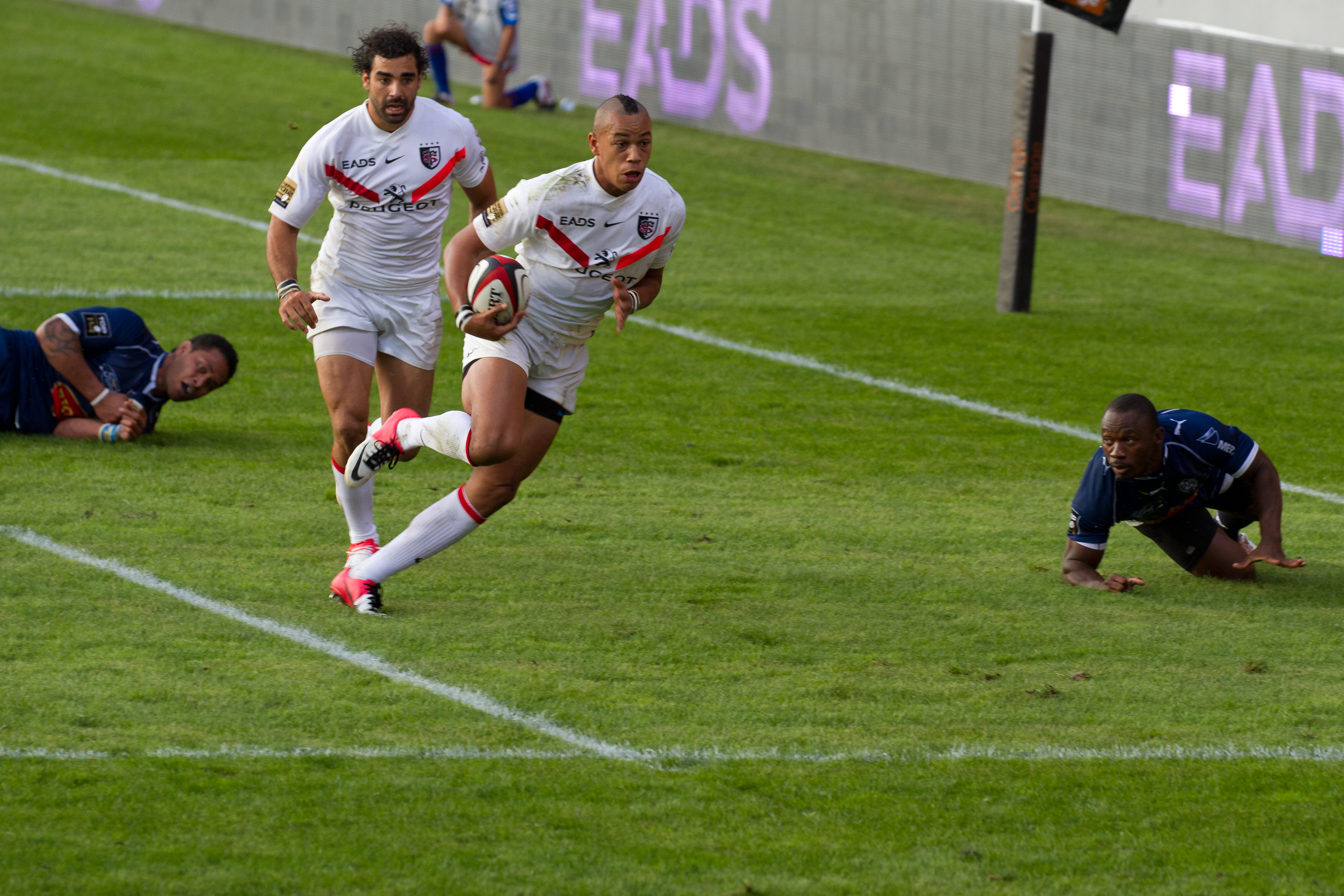
Gaël Fickou inscrit son premier essai chez les professionnels contre le SU Agen.

Ainsi, à la suite du Championnat du monde junior, disputé au mois de juin 2012 en Afrique du Sud, Gaël Fickou s'engage avec le Stade toulousain et dispute son premier match professionnel à l'occasion de la seconde rencontre du Top 14 contre le Stade montois,. Il connaît le 8 septembre sa première titularisation comme professionnel face à Agen, et y inscrit par la même occasion son premier essai pour une large victoire 62 à 13 des Toulousains. Le 14 octobre suivant, pour son premier match en Coupe d'Europe, il inscrit le seul essai de la rencontre contre les Leicester Tigers. Deux jours plus tard, il est retenu dans la liste élargie des joueurs appelés par Philippe Saint-André pour disputer la série de test matchs au mois de novembre, mais il ne figure pas parmi les vingt-trois joueurs finalement retenus.
Ces bons débuts et une saison particulièrement réussie lui valent une place de titulaire lors des phases finales du championnat de la saison 2012-2013, d'abord contre le Racing 92, où étant associé à l'expérimenté Yannick Jauzion, il inscrit un essai permettant à son équipe de s'imposer 33 à 19 puis la semaine suivante face à Toulon lors de la demi-finale perdue sur le score de 9 à 24. Sur l'ensemble de la saison 2012-2013, Gaël a disputé vingt-six matchs avec les professionnels et a été titulaire à vingt reprises, alors qu'il jouait la saison avec un contrat espoir.
La saison suivante est beaucoup moins réussie pour le jeune espoir du rugby français ; il n'est d'ailleurs pas titulaire lors du match de barrage de son club.

#### Confirmation en Top 14

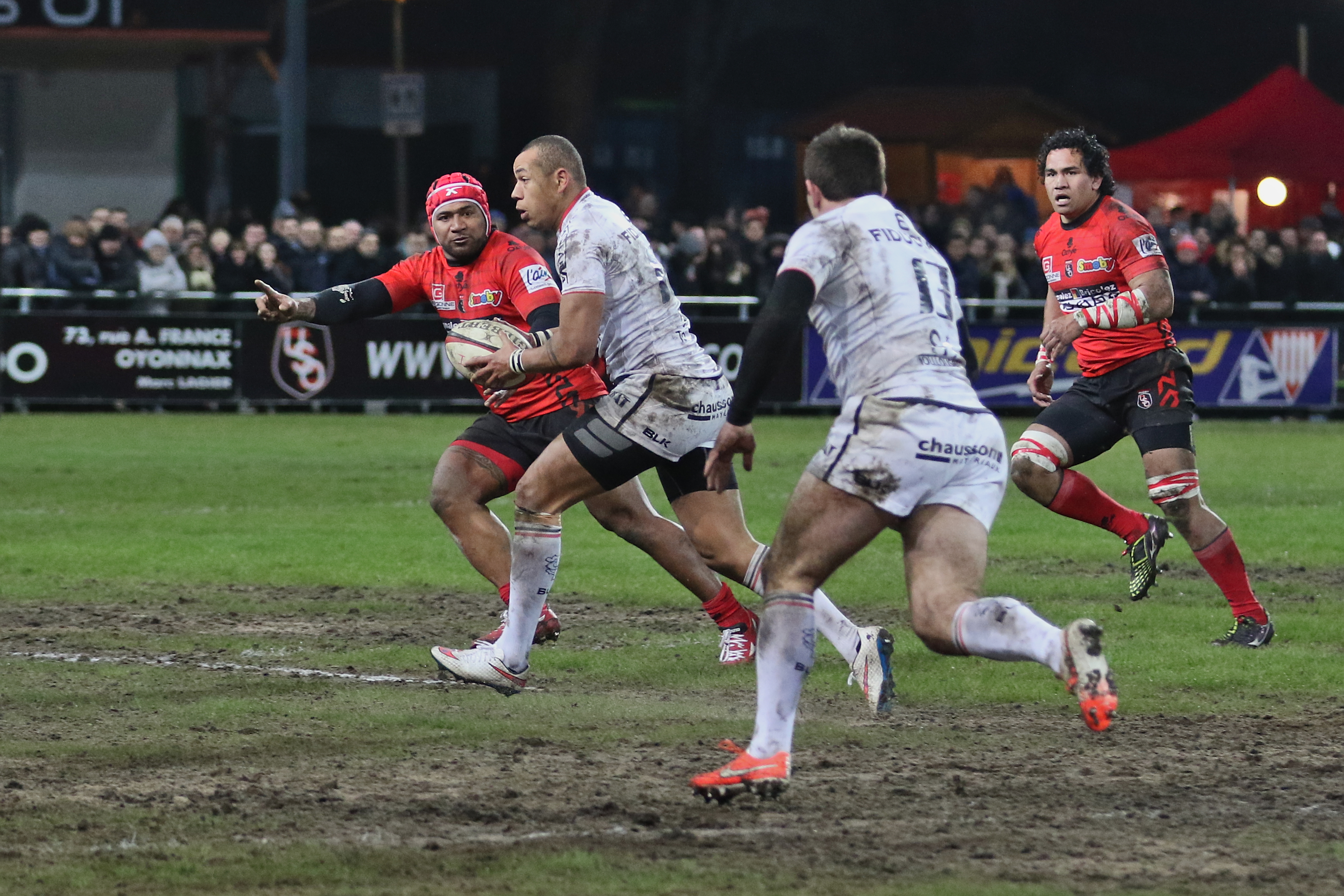
Gaël Fickou (avec le ballon) est en attaque face à l'US Oyonnax en 2015.

Gaël Fickou devient ensuite plus constant, ce qui lui permet, notamment à partir de la saison 2014-2015, de devenir un joueur important de l'effectif toulousain à seulement 21 ans. Il manque cependant la fin de saison avec le Stade toulousain en raison d'une blessure en mars. Il est tout de même retenu par Philippe Saint-André dans l'équipe qui participera à la coupe du monde 2015 en Angleterre.
Pour son retour de la coupe du monde où il a peu joué (une titularisation contre la Roumanie, contre laquelle il a inscrit un essai, et remplaçant contre l'Italie), Gaël Fickou est titularisé par son nouvel entraîneur, Ugo Mola, face à Montpellier, participant ainsi à la victoire de son équipe en marquant le premier essai du match (victoire 33-25). Le week-end suivant, il inscrit son premier triplé en championnat contre le FC Grenoble (victoire 52-12) et Gaël Fickou annonce la prolongation de son contrat avec le Stade toulousain le 16 novembre, après la défaite de son équipe face aux Saracens (7-32). Il devient un élément important dans l'équipe d'Ugo Mola, qui le titularise pour le match de barrage face au Racing 92 (défaite 16-21) au cours duquel il inscrit l'unique essai du match. Il termine sa saison avec un total de 12 essais dont 10 en championnat, ce qui fait de lui le meilleur marqueur d'essais de son équipe et le quatrième du Top 14.

#### Transferts au Stade français puis au Racing
De 2018 à 2021, il évolue au Stade français Paris où il livre une saison 2018-2019 convaincante en inscrivant 10 essais en 18 matches. Cependant, étant régulièrement appelé en équipe de France, il ne dispute que six matches la saison suivante, pour trois essais ; durant la saison 2020-2021, il ne joue que huit matches de championnat.
En mars 2021, il signe un contrat pour 4 ans avec le Racing 92, pour rejoindre le club en juillet 2021, bien qu'il soit toujours en partie payé par le club parisien. Profitant d'une modification du règlement des transferts par la LNR, il rejoint finalement le Racing dès avril 2021 palliant pour la fin de la saison plusieurs blessures chez les trois-quarts franciliens notamment Henry Chavancy, Kurtley Beale ou Virimi Vakatawa,. Ce changement de club en cours de saison, qui plus est pour un club rival, suscite de nombreuses réactions,, notamment de la part du président du Stade français Hans-Peter Wild. Il dispute son premier match avec le Racing 92 une semaine après son arrivée, le 24 avril 2021, face à son premier club pro, le Stade toulousain, qui s'imposera à domicile 34 à 16 face aux ciels et blancs. Il inscrira son premier essais comme racingman le 8 mai 2021 lors de sa première titularisation face à Clermont. Quelques semaines plus tard, contre Agen, il inscrit son premier triplé sous les couleurs de son nouveau club lors de la victoire 54 à 14 de ce dernier au stade Armandie. Son début au Racing est donc marqué par une redoutable efficacité, puisqu'il inscrit 4 essais en 4 matches. Avec le Racing 92, il se qualifie pour un match de barrage au phases finales, qui se déroulera à la Paris La Défense Arena, face au Stade français. Match particulier donc pour Fickou qui va affronter ses anciens partenaires deux mois après les avoir quittés. Le Racing s'imposera 38 à 21, Fickou inscrivant le premier essai des siens, et le club se qualifie pour la demi-finale face au Stade rochelais qu'il perdra sur le score de 19 à 6. Étant l'un des principaux cadres de l'équipe de France et par ce fait jouant beaucoup de match en club et en équipe nationale, Gaël Fickou est laissé au repos lors de la tournée de l'équipe de France en Australie à l'été 2021. Il peut donc participer au début du championnat de France avec le Racing, il débute les quatre premiers matchs de la saison et assure le capitanat de l'équipe francilienne.
À l'issue de la saison 2022-2023, il est nommé pour l'Oscar d'Or aux Oscars du Midi olympique, récompensant le meilleur joueur français de la saison.
En décembre 2023, le Racing 92 annonce l'extension du contrat de Fickou jusqu'en 2027.

### Carrière en équipe nationale

#### Équipe de France junior
Il joue dans les différentes équipes de France des jeunes (moins de 18, 19, 20 ans) et participe au Championnat du monde junior au mois de juin 2012 en Afrique du Sud, à seulement 18 ans, alors que la compétition est pour les moins de 20 ans.
Il joue aussi le tournoi des Six Nations des moins de 20 ans 2013, mais il dispute seulement deux rencontres car il est appelé par Philippe Saint-André avec le XV de France. Il joue un total de six rencontres pour trois essais avec l'équipe de France des moins de 20 ans, entre 2012 et 2013.

#### Premiers pas en équipe première (2013-2015)

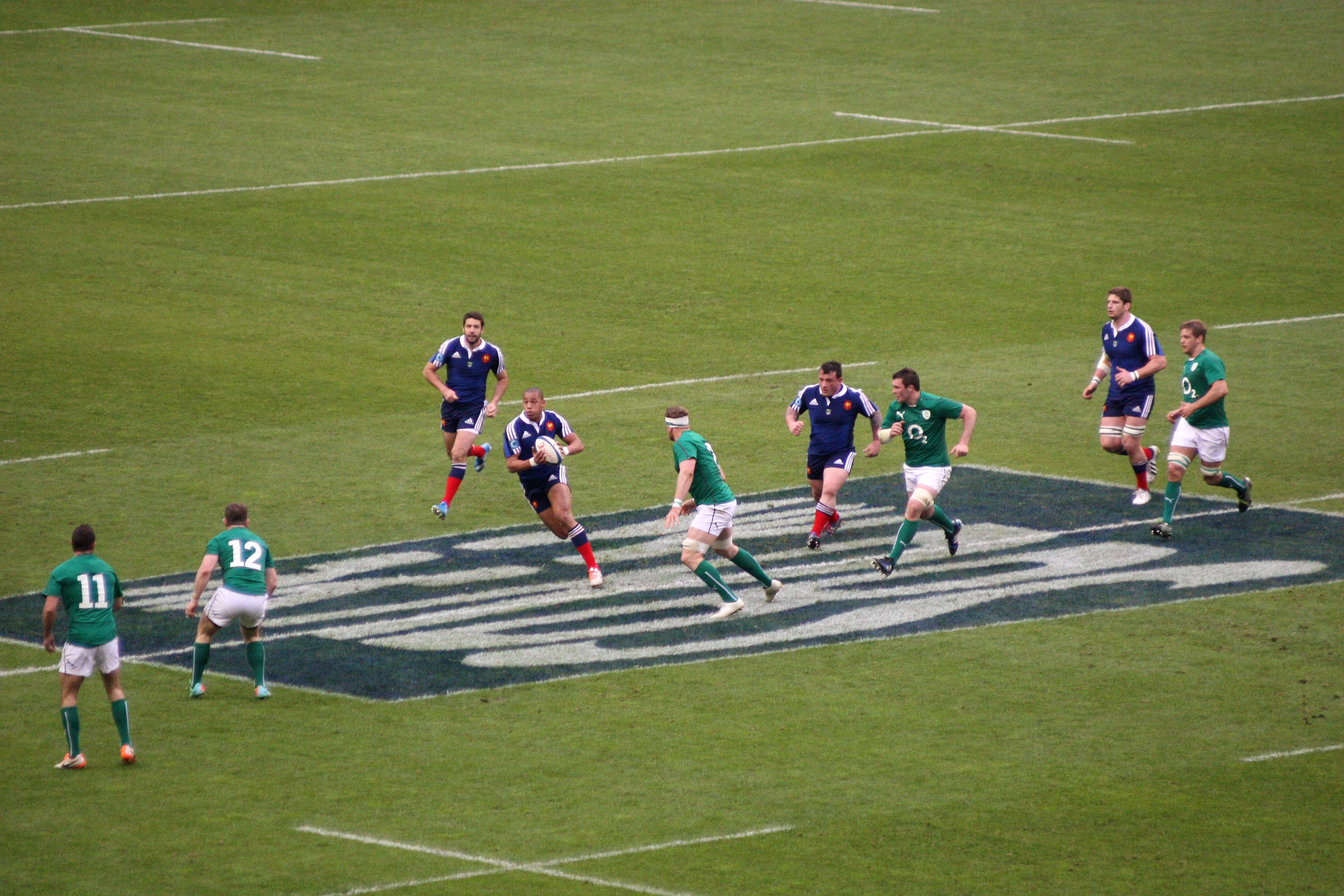
Gaël Fickou (avec le ballon) lors du tournoi des six nations 2014 contre l'Irlande.

Gaël Fickou dispute son premier match avec le XV de France le 16 mars 2013, contre l'Écosse, au Stade de France, entrant en jeu à la 75e minute pour remplacer Mathieu Bastareaud. Par la suite, il est sélectionné dans un groupe de 38 joueurs retenus par Philippe Saint-André pour la tournée d'été. Il joue son deuxième match avec le XV de France le 11 juin 2013, face à la province néo-zélandaise des Auckland Blues et marque son premier essai en Bleu à la 45e minute,. En fin d'année, il est élu meilleure révélation de la saison 2012-2013 lors de la Nuit du rugby.
Le 1er février 2014 au Stade de France, lors du Tournoi des Six Nations, il entre à la 75e minute de jeu et inscrit deux minutes plus tard l'essai de la victoire face aux Anglais, son premier essai international. Il est de nouveau utilisé en tant que remplaçant lors des trois rencontres suivantes du Tournoi, face à l'Italie (victoire 30-10), le Pays de Galles (défaite 6-27) et l'Écosse (victoire 19-17), avant d'être titularisé lors du dernier match face aux Irlandais (défaite 20-22).
Il est de nouveau présent lors de la tournée de juin en Australie, où il dispute le premier des trois tests, à Brisbane, face aux Wallabies.
Il participe au Tournoi des Six Nations 2015, bien qu'il ne soit pas initialement prévu dans le groupe français ; il profite en effet d'une blessure d'Alexandre Dumoulin. Il dispute deux rencontres en tant que titulaire, face à l'Italie et l'Angleterre, contre qui Gaël Fickou réalise une très bonne performance dans un match spectaculaire avec les Anglais (35-55). Quelques jours plus tard, il se fait une entorse qui le prive de la fin de saison avec son club.

#### Coupe du monde 2015 en Angleterre
Il reprend l'entraînement en mai, quelques jours avant d'être retenu par Philippe Saint-André dans le groupe de 36 joueurs composé par l'encadrement de l'équipe de France pour la préparation à la Coupe du monde, il dispute les deux tests de celle-ci face aux Anglais, à chaque fois en tant que remplaçant, le premier au poste d'ailier et le second en tant que centre, puis il fait partie de la sélection finale pour la coupe du monde.
Pour sa première participation à cette compétition, il profite d'une blessure de Wesley Fofana pour gagner une place sur le banc lors du premier match face à l'Italie au stade de Twickenham, et rentre à l'aile à la place de son coéquipier en club Yoann Huget, blessé et qui déclare forfait pour le reste de la compétition (victoire 32-10). Il inscrit un essai en tant que titulaire quatre jours plus tard face à la Roumanie, au stade olympique de Londres (victoire 38-11), mais ne participe pas aux autres matchs de la phase de poule contre le Canada et l'Irlande, Philippe Saint-André lui préférant le centre du Racing 92, Alexandre Dumoulin, joueur plus physique et plus défensif que Gaël Fickou. Pour le quart de finale, match durant lequel le XV de France est largement battu par la Nouvelle-Zélande au Millennium Stadium de Cardiff (62-13), Gaël Fickou est absent de la feuille de match, et Mathieu Bastareaud est remplaçant, le centre de l'attaque de l'équipe de France étant composée de Wesley Fofana et d'Alexandre Dumoulin.

#### Avec Guy Novès (2016-2017)
En avril 2015, Guy Novès, alors entraîneur du Stade toulousain, est désigné comme nouveau sélectionneur de l'équipe de France, fonction qui prend effet après la Coupe du monde. Gaël Fickou est retenu par ce dernier dans la première liste de 31 joueurs retenus pour un stage préparatoire au Tournoi des Six Nations 2016. Il est titularisé lors du match d'ouverture du tournoi face à l'Italie avec le parisien Jonathan Danty (victoire 23-21), mais il manque le match suivant face à l'Irlande car il quitte le groupe pour les raisons familiales, sa mère étant souffrante. Il est de nouveau appelé pour le match face au XV du Poireau, rencontre que Gaël Fickou débute sur le banc des remplaçants. Il retrouve une place de titulaire, cette fois aux côtés de Maxime Mermoz, pour le match suivant contre l'Écosse, match à l'issue duquel la France s'incline sur le score de 29 à 18 malgré un essai de Gaël Fickou. Enfin, il est titulaire lors du dernier match face à l'Angleterre, dans un match serré finalement remporté par les Anglais qui font le Grand Chelem.
À la suite de l'élimination de son club en barrage du Top 14, Gaël Fickou est appelé par Guy Novès pour disputer les deux matches de la tournée de l'équipe de France en Argentine. Le premier match se déroule une semaine après le barrage du championnat de France, ainsi les barragistes (toulousains et castrais) ne sont pas titularisés pour le premier match. Gaël Fickou commence donc le match sur le banc, avant d'être titulaire pour le second et dernier match de la tournée le week-end suivant. Le premier match est perdu sur le score de 30 à 19 et le second est remporté par l'équipe de France sur le score de 27 à 0. La France remporte donc la double confrontation et sa tournée, dû à la différence de points.
Quelques semaines plus tard, il fait partie de la liste « Élite » du XV de France pour la saison 2016-2017,. Il est retenu pour les tests de novembre et dispute les trois rencontres en tant que remplaçant de la paire de centre Fofana-Lamerat. Il inscrit un essai face aux Samoa. À la suite de la blessure de Wesley Fofana au cours du mois de janvier 2017, Gaël Fickou dispute toutes les rencontres du tournoi des Six Nations 2017 en tant que titulaire, et à chaque fois aux côtés de Rémi Lamerat. La France termine à la troisième place du classement avec trois victoires (Écosse, Italie, Pays de Galles) et deux défaites (Angleterre et Irlande) et Fickou termine meilleur marqueur d'essais français avec deux réalisations contre les Écossais et les Italiens,.
Il participe aussi aux trois matchs de la tournée en Afrique du Sud en juin 2017.

#### Avec Jacques Brunel (2018-2019)
Avec Jacques Brunel, il est sélectionné pour jouer Tournoi des Six Nations 2018. Il fait de nouveau partie de la liste « Élite » du XV de France pour la saison 2018-2019. Il participe également à la tournée en Nouvelle-Zélande en juin 2018, aux test-matchs en novembre 2018 et au Tournoi des Six Nations 2019.
En 2019, il fait partie de la liste des 31 joueurs sélectionnés pour la Coupe du monde 2019 et est titulaire lors des trois matchs auxquels il participe, contre l'Argentine, les États-Unis et le 1/4 de finale contre le Pays de Galles qui élimine la France de la compétition. Il termine la compétition avec deux essais inscrits contre les Pumas et les américains.

#### Ère Fabien Galthié: leader de l'équipe (depuis 2020)

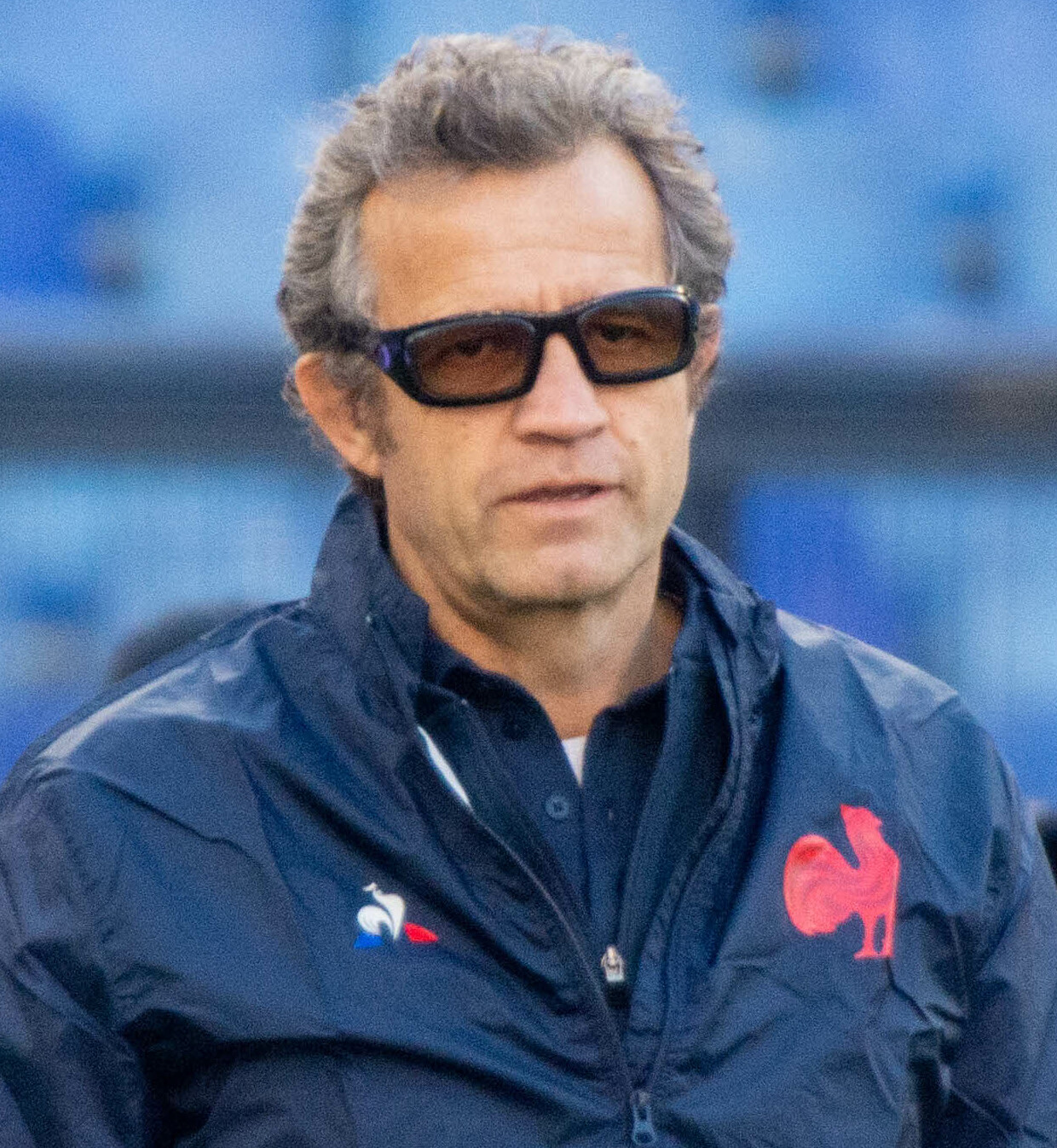
Gaël Fickou devient un cadre du XV de France lors du premier mandat du sélectionneur Fabien Galthié.

Il continue d'être sélectionné régulièrement par le nouveau sélectionneur Fabien Galthié à partir du Tournoi des Six Nations 2020. Il est nommé capitaine de la défense dans le nouveau dispositif mis en place par l'entraîneur de la défense Shaun Edwards.  Depuis le début de l'ère Galthié, il est le joueur le plus sélectionné du groupe France et il dépasse les 60 sélections lors du Tournoi des Six Nations 2021, qu'il finira à la deuxième place comme le précédent. 
Secondant Charles Ollivon ou Antoine Dupont dans la direction de l'équipe, il joue un rôle prépondérant dans le vestiaire Bleu où il confirme son statut de leader. Il le confirme également sur le terrain, notamment lors du Grand Chelem réalisé par les Bleus dans le Tournoi des Six Nations 2022, où il prend part à tous les matchs, jouant l'intégralité des rencontres et inscrivant deux essais. Il est nommé dans l'équipe type à la fin du tournoi.
En janvier 2023, il est de nouveau appelé en équipe de France pour participer au Tournoi des Six Nations 2023,. Il joue les cinq matchs de son pays en tant que titulaire, marquant deux essais et la France termine la compétition en deuxième position derrière l'Irlande qui réalise le Grand Chelem.

#### Coupe du monde 2023
Sélectionné fin juin 2023 dans une liste de 42 joueurs pour préparer la Coupe du monde 2023, il fait partie de la liste officielle des 33 joueurs qui jouent la compétition.
En 2025, il remporte le Tournoi des Six Nations face au XV du Chardon, obtenant son deuxième sacre avec les Bleus.   

## Style de jeu et reconnaissance

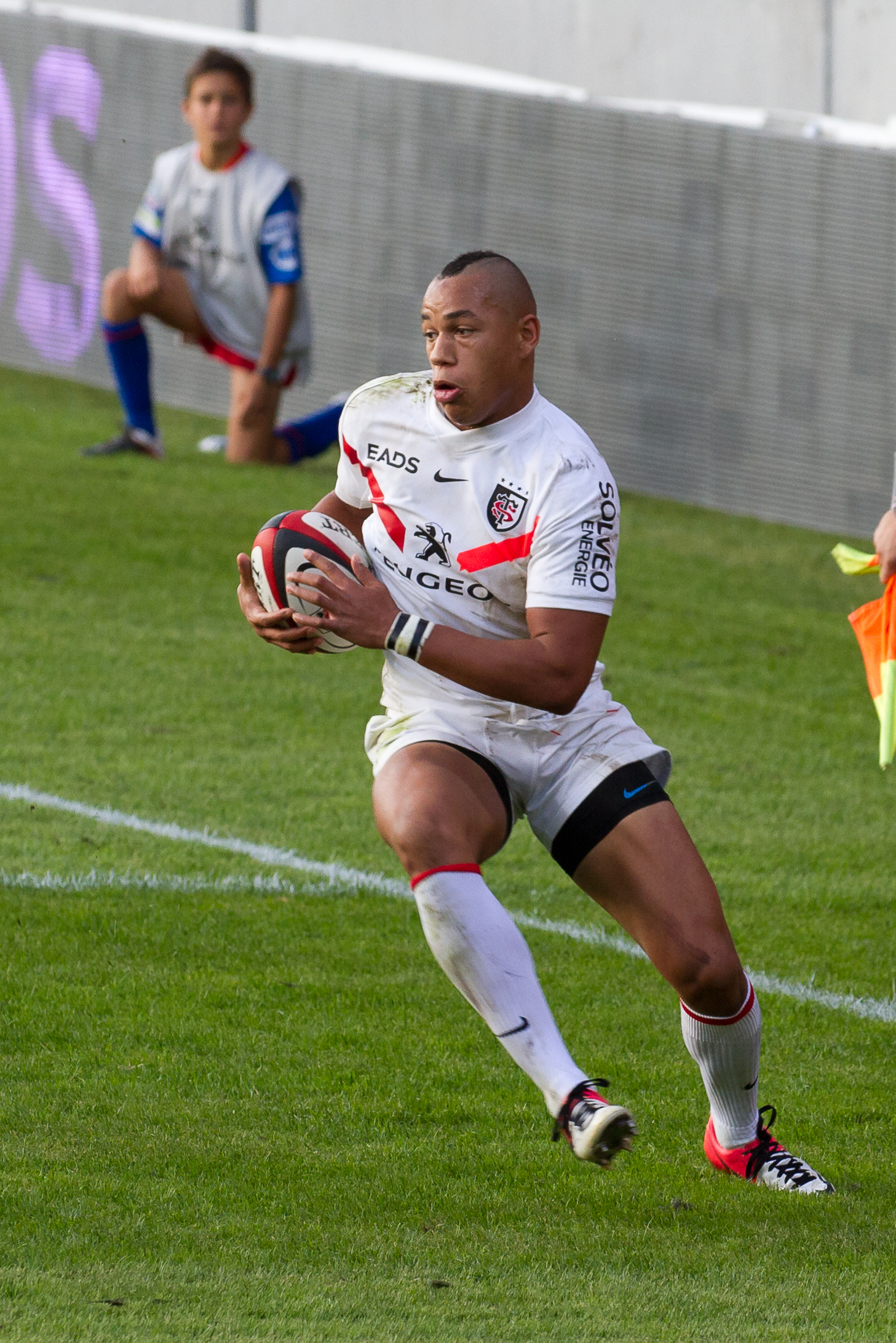
Gaël Fickou en action en 2012.

### Profil du joueur
Gaël Fickou est un joueur pouvant jouer aussi bien premier que second centre (12 ou 13) ; il lui arrive également d'être utilisé au poste d'ailier en équipe nationale,,. Il est particulièrement doué pour l'attaque, ses appuis et sa vitesse étant notables. En 2014, il se définit comme « un joueur qui joue à l’instinct, qui n’aime pas quand c’est trop structuré. »
Lors de la coupe du monde 2015, Romain Teulet, alors entraîneur du jeu au pied en équipe de France, enseigne à Gaël Fickou comment butter sur longue distance. Plus tard, il continue à s’entraîner en club sous les conseils de Jean-Baptiste Élissalde (entraîneur des arrières), Zéba Traoré (préparateur physique) et Florian Fritz (coéquipier). Il tente ainsi sa première pénalité longue-distance en juin 2016 avec l'équipe de France, lors d'un match contre l'Argentine. Il passe ses premiers points au pied en début de saison suivante, lors du premier match du Top 14 contre le Montpellier HR.
À la suite de l'arrivée de Fabien Galthié comme sélectionneur du XV de France, Gaël Fickou est nommé capitaine de la défense de l'équipe nationale,.

### Reconnaissance dans le monde du rugby
Fin mars 2015, Guy Novès, alors encore entraineur du Stade toulousain, déclare au sujet du joueur « C’est un garçon posé, attentif, qui a la tête sur les épaules. Il avance progressivement. Comme tout jeune, il a connu un moment euphorique, cette impression qu’il allait tout casser mais s’est rendu compte qu’il fallait travailler pour ça. Mais même quand on l’a présenté comme une future star, lui a su rester humble. Il est conscient de ce qu’il lui reste à accomplir. »
Son entraîneur de club depuis 2015, Ugo Mola, décrit ainsi en 2015 son jeune centre : « Les statistiques et les matchs de Gaël parlent pour lui. Tous les voyants sont au vert et on est convaincus qu'offensivement et défensivement, il peut être un joueur cadre à son poste », avant de dire que Fickou est « un garçon qui va peser dans le paysage rugbystique français pour les années à venir. »

### Partenariat et popularité
Afin de promouvoir le rugby sénégalais, le président de la fédération sénégalaise de rugby a décidé d’inviter des internationaux français d’origine sénégalaise. Ainsi, le président Guédel Ndiaye invite Gaël Fickou et le joueur du Racing 92, Benjamin Fall, à faire des séjours réguliers au Sénégal afin de partager leurs connaissances et ainsi aider au développement du rugby dans le pays. Gaël Fickou et son frère Jérémie voyagent ainsi régulièrement au Sénégal, où il s’est occupé d’ateliers rugby avec des enfants en partenariat avec la Maison du Rugby. En 2015, la marque d'équipement de rugby, Rhino Rugby France, annonce la signature d'un partenariat avec Gaël Fickou qui s'engage comme ambassadeur, au profit de la fédération sénégalaise de rugby. Ce partenariat prévoit l'envoi de ballons, de boucliers, de sacs de plaquage, de chasubles ou encore de gourdes au Sénégal.
Il possède des contrats avec l'équipementier sportif Nike et l'entreprise de télécommunications Orange.
Le 15 novembre 2014, pour la première fois, des peluches à l'effigie de joueurs de rugby sont créées par la marque spécialisée Poupluches. Quatre joueurs du Stade toulousain sont choisis pour cela : Yoann Huget, Thierry Dusautoir, Maxime Médard et Gaël Fickou.

## Vie privée

### Famille
Gaël Fickou est né d'un père sénégalais, prénommé Sana, et d'une mère française, Annie,. Il a trois frères et deux sœurs, dont Jérémie, pilier, qui lui a fait découvrir le rugby et qui joue actuellement en Fédérale 1 dans le club du Rugby club Hyères-Carqueiranne-La Crau. Il est international sénégalais.  

### Loisir
Gaël Fickou est un amateur de football. Il commence par y jouer à un bon niveau, au point de se voir proposer d'intégrer les centres de formation de l'AS Monaco et de Sochaux en tant que défenseur. Il refuse et dit le 25 janvier 2016, lors d'une interview au journal local La Dépêche du Midi, ne pas avoir les capacités pour devenir professionnel. C'est son frère qui le pousse à quitter le football pour commencer le rugby, dans le club de l'US Seynoise en 2003. ll se déclare supporteur de l'Olympique de Marseille et de Zinédine Zidane. Pendant la coupe du monde 2015 en Angleterre, le XV de France est invité à rendre visite au club londonien d'Arsenal, où il rencontre les joueurs qui y évoluent. Gaël Fickou, Morgan Parra et Yoann Maestri, sont invités à tirer un penalty face au gardien international Petr Čech, que Gaël Fickou réussit.

## Statistiques

### En club
Lors de son parcours au Stade toulousain entre 2012 et 2018, Gaël Fickou dispute 135 matchs et marque 39 essais (198 points). Il dispute notamment 29 rencontres européennes au cours desquelles il marque 7 essais.
| Saison                      | Club                        | Championnat | Championnat | Championnat | Coupe d'Europe     | Coupe d'Europe | Coupe d'Europe | Total année | Total année |
| Saison                      | Club                        | Compétition | Matchs      | Essais      | Compétition        | Matchs         | Essais         | Matchs      | Essais      |
| --------------------------- | --------------------------- | ----------- | ----------- | ----------- | ------------------ | -------------- | -------------- | ----------- | ----------- |
| 2012-2013                   | Stade toulousain            | Top 14      | 20          | 5           | Coupe d'Europe     | 5+1            | 1              | 26          | 6           |
| 2013-2014                   | Stade toulousain            | Top 14      | 21          | 4           | Coupe d'Europe     | 5              | 1              | 26          | 5           |
| 2014-2015                   | Stade toulousain            | Top 14      | 18          | 3           | Coupe d'Europe     | 4              | 0              | 22          | 3           |
| 2015-2016                   | Stade toulousain            | Top 14      | 16          | 10          | Coupe d'Europe     | 5              | 2              | 21          | 12          |
| 2016-2017                   | Stade toulousain            | Top 14      | 14          | 3           | Coupe d'Europe     | 6              | 3              | 20          | 6           |
| 2017-2018                   | Stade toulousain            | Top14       | 17          | 7           | Challenge européen | 3              | 0              | 20          | 7           |
| Sous-total Stade toulousain | Sous-total Stade toulousain | Top 14      | 106         | 32          | Coupes d'Europe    | 25+4           | 7              | 135         | 39          |
| 2018-2019                   | Stade français Paris        | Top 14      | 16          | 9           | Challenge européen | 2              | 1              | 18          | 10          |
| 2019-2020                   | Stade français Paris        | Top 14      | 5           | 2           | Challenge européen | 1              | 1              | 6           | 3           |
| 2020-2021                   | Stade français Paris        | Top 14      | 8           | -           | Challenge européen | -              | -              | 8           | -           |
| Total Stade français paris  | Total Stade français paris  | Top 14      | 29          | 11          | Challenge européen | 3              | 2              | 32          | 13          |
| 2020-2021                   | Racing 92                   | Top 14      | 7           | 5           | Coupe d'Europe     | -              | -              | 7           | 5           |
| 2021-2022                   | Racing 92                   | Top 14      | 14          | 1           | Coupe d'Europe     | 6              | 1              | 20          | 2           |
| 2022-2023                   | Racing 92                   | Top 14      | 12          | 7           | Champions Cup      | 4              | 1              | 16          | 8           |
| 2023-2024                   | Racing 92                   | Top 14      | 15          | 2           | Champions Cup      | 5              | -              | 20          | 2           |
| 2024-2025                   | Racing 92                   | Top 14      | 13          | 3           | Champions Cup      | 1              | -              | 14          | 3           |
| Total Racing 92             | Total Racing 92             | Top 14      | 61          | 18          | Coupe d'Europe     | 16             | 2              | 77          | 20          |
| Total                       | Total                       | Top 14      | 196         | 61          | Coupe d'Europe     | 41             | 9              | 244         | 72          |
| Total                       | Total                       | Top 14      | 196         | 61          | Challenge européen | 7              | 2              | 244         | 72          |

### En équipe nationale
Au 19 juillet 2025, Gaël Fickou compte 96 sélections en équipe de France, dont 73 en tant que titulaire, obtenant sa première cape face à l'Écosse le 16 mars 2013. Il marque 17 essais.
Il participe à treize éditions du Tournoi des Six Nations, de 2013 à 2025 comptabilisant 50 rencontres et 12 essais dans cette compétition.
Il participe à trois éditions de la Coupe du monde, en 2015, disputant deux rencontres, face à l'Italie et la Roumanie, en 2019, disputant 4 rencontres et en 2023.
Le 21 juin 2025, il est nommé capitaine pour une rencontre de l'équipe de France A, équipe de réserve du XV de France, lors d'un match contre l'équipe réserve de l'Angleterre, pour préparer la tournée en Nouvelle-Zélande. Cette confrontation amicale n'est pas comptabilisée comme une sélection officielle.
| Année | Compétition                 | Matchs | Points | Essais |
| ----- | --------------------------- | ------ | ------ | ------ |
| 2013  | Six Nations                 | 1      | 0      | 0      |
| 2013  | Test matchs                 | 2      | 0      | 0      |
| 2014  | Six Nations                 | 5      | 5      | 1      |
| 2014  | Test matchs                 | 1      | 0      | 0      |
| 2015  | Six Nations                 | 2      | 0      | 0      |
| 2015  | Test matchs                 | 2      | 0      | 0      |
| 2015  | Coupe du monde              | 2      | 5      | 1      |
| 2016  | Six Nations                 | 4      | 5      | 1      |
| 2016  | Test matchs                 | 5      | 5      | 1      |
| 2017  | Six Nations                 | 5      | 10     | 2      |
| 2017  | Test matchs                 | 3      | 0      | 0      |
| 2018  | Six Nations                 | 3      | 5      | 1      |
| 2018  | Test matchs                 | 6      | 0      | 0      |
| 2019  | Six Nations                 | 4      | 0      | 0      |
| 2019  | Test matchs                 | 3      | 0      | 0      |
| 2019  | Coupe du monde              | 3      | 10     | 2      |
| 2020  | Six Nations                 | 5      | 0      | 0      |
| 2020  | Test matchs                 | 1      | 0      | 0      |
| 2020  | Coupe d'automne des nations | 1      | 0      | 0      |
| 2021  | Six Nations                 | 5      | 5      | 1      |
| 2021  | Test matchs                 | 3      | 0      | 0      |
| 2022  | Six Nations                 | 5      | 10     | 2      |
| 2022  | Test matchs                 | 3      | 0      | 0      |
| 2023  | Six Nations                 | 5      | 10     | 2      |
| 2023  | Test matchs                 | 2      | 0      | 0      |
| 2023  | Coupe du monde              | 4      | 0      | 0      |
| 2024  | Six Nations                 | 5      | 15     | 3      |
| 2024  | Test matchs                 | 3      | 0      | 0      |
| 2025  | Six Nations                 | 1      | 0      | 0      |
| 2025  | Test matchs                 | 2      | 0      | 0      |
| Total | Total                       | 96     | 85     | 17     |

| Adversaire       | Matchs joués | Victoires | Défaites | Nuls | Essais | Points | % de victoire |
| ---------------- | ------------ | --------- | -------- | ---- | ------ | ------ | ------------- |
| Afrique du Sud   | 6            | 1         | 5        | 0    | 0      | 0      | 16.67         |
| Angleterre       | 13           | 7         | 6        | 0    | 3      | 15     | 53.85         |
| Argentine        | 6            | 5         | 1        | 0    | 1      | 5      | 83.33         |
| Australie        | 4            | 2         | 2        | 0    | 0      | 0      | 50            |
| Écosse           | 15           | 11        | 4        | 0    | 5      | 25     | 73.33         |
| États-Unis       | 1            | 1         | 0        | 0    | 1      | 5      | 100           |
| Fidji            | 1            | 0         | 1        | 0    | 0      | 0      | 0             |
| Pays de Galles   | 12           | 7         | 5        | 0    | 3      | 15     | 58.33         |
| Géorgie          | 1            | 1         | 0        | 0    | 0      | 0      | 100           |
| Irlande          | 8            | 3         | 5        | 0    | 0      | 0      | 37.5          |
| Italie           | 13           | 12        | 0        | 1    | 2      | 10     | 92.31         |
| Japon            | 2            | 2         | 0        | 0    | 0      | 0      | 100           |
| Namibie          | 1            | 1         | 0        | 0    | 0      | 0      | 100           |
| Nouvelle-Zélande | 8            | 3         | 5        | 0    | 0      | 0      | 37.5          |
| Roumanie         | 1            | 1         | 0        | 0    | 1      | 5      | 100           |
| Samoa            | 1            | 1         | 0        | 0    | 1      | 5      | 100           |
| Tonga            | 1            | 1         | 0        | 0    | 0      | 0      | 100           |
| Total            | 94           | 59        | 34       | 1    | 17     | 85     | 62.77         |

| Numéro | Date              | Lieu                                  | Adversaire     | Résultat | Compétition             |
| ------ | ----------------- | ------------------------------------- | -------------- | -------- | ----------------------- |
| 1      | 1er février 2014  | Stade de France, Saint-Denis          | Angleterre     | 26-24    | Tournoi des Six Nations |
| 2      | 23 septembre 2015 | Stade olympique de Londres            | Roumanie       | 38-11    | Coupe du monde          |
| 3      | 13 mars 2016      | Murrayfield Stadium, Édimbourg        | Écosse         | 18-29    | Tournoi des Six Nations |
| 4      | 12 novembre 2016  | Stadium de Toulouse                   | Samoa          | 52-8     | Test match              |
| 5      | 12 février 2017   | Stade de France, Saint-Denis          | Écosse         | 22-16    | Tournoi des Six Nations |
| 6      | 11 mars 2017      | Stade olympique de Rome               | Italie         | 40-18    | Tournoi des Six Nations |
| 7      | 17 mars 2018      | Millennium Stadium, Cardiff           | Pays de Galles | 13-14    | Tournoi des Six Nations |
| 8      | 21 septembre 2019 | Stade Ajinomoto, Tokyo                | Argentine      | 23-21    | Coupe du monde          |
| 9      | 2 octobre 2019    | Fukuoka Hakatanomori Stadium, Fukuoka | États-Unis     | 33-9     | Coupe du monde          |
| 10     | 6 février 2021    | Stade olympique de Rome               | Italie         | 50-10    | Tournoi des Six Nations |
| 11     | 26 février 2022   | Murrayfield Stadium, Édimbourg        | Écosse         | 36-17    | Tournoi des Six Nations |
| 12     | 19 mars 2022      | Stade de France, Saint-Denis          | Angleterre     | 25-13    | Tournoi des Six Nations |
| 13     | 26 février 2023   | Stade de France, Saint-Denis          | Écosse         | 32-21    | Tournoi des Six Nations |
| 14     | 18 mars 2023      | Stade de France, Saint-Denis          | Pays de Galles | 41-28    | Tournoi des Six Nations |
| 15     | 10 février 2024   | Murrayfield Stadium, Édimbourg        | Écosse         | 16-20    | Tournoi des Six Nations |
| 16     | 10 mars 2024      | Millennium Stadium, Cardiff           | Pays de Galles | 24-45    | Tournoi des Six Nations |
| 17     | 16 mars 2024      | Groupama Stadium, Décines Charpieu    | Angleterre     | 33-31    | Tournoi des Six Nations |

## Palmarès

### En club
Néant

### En équipe de France
- France
  - Vainqueur du Tournoi des Six Nations en 2022 (Grand Chelem) et 2025

#### Tournoi des Six Nations
Gaël Fickou participe pour la première fois au Tournoi des Six Nations en 2013, et participe de façon ininterrompue depuis.
| Édition          | Rang | Résultats France | Résultats Fickou | Matchs Fickou |
| ---------------- | ---- | ---------------- | ---------------- | ------------- |
| Six Nations 2013 | 6    | 1 v, 1 n, 3 d    | 1 v, 0 n, 0 d    | 1/5           |
| Six Nations 2014 | 4    | 3 v, 0 n, 2 d    | 3 v, 0 n, 2 d    | 5/5           |
| Six Nations 2015 | 4    | 2 v, 0 n, 3 d    | 1 v, 0 n, 1 d    | 2/5           |
| Six Nations 2016 | 5    | 2 v, 0 n, 3 d    | 1 v, 0 n, 3 d    | 4/5           |
| Six Nations 2017 | 3    | 3 v, 0 n, 2 d    | 3 v, 0 n, 2 d    | 5/5           |
| Six Nations 2018 | 4    | 2 v, 0 n, 3 d    | 2 v, 0 n, 1 d    | 3/5           |
| Six Nations 2019 | 4    | 2 v, 0 n, 3 d    | 1 v, 0 n, 3 d    | 4/5           |
| Six Nations 2020 | 2    | 4 v, 0 n, 1 d    | 4 v, 0 n, 1 d    | 5/5           |
| Six Nations 2021 | 2    | 3 v, 0 n, 2 d    | 3 v, 0 n, 2 d    | 5/5           |
| Six Nations 2022 | 1    | 5 v, 0 n, 0 d    | 5 v, 0 n, 0 d    | 5/5           |
| Six Nations 2023 | 2    | 4 v, 0 n, 1 d    | 4 v, 0 n, 1 d    | 5/5           |
| Six Nations 2024 | 2    | 3 v, 1 n, 1 d    | 3 v, 1 n, 1 d    | 5/5           |
| Six Nations 2025 | 1    | 4 v, 0 n, 1 d    | 1 v, 0 n, 0 d    | 1/5           |

Légende : v = victoire ; n = match nul ; d = défaite ; la ligne est en gras quand il y a Grand Chelem.

#### Coupe du monde
Gaël Fickou participe pour la première fois à la Coupe du monde lors de l'édition 2015. La France est éliminée par la Nouvelle-Zélande en quarts de finale, mais Gaël Fickou ne participe pas à ce dernier match. Il joue un total de deux matchs de poule, contre l'Italie et la Roumanie, contre laquelle il inscrit un essai.
| Édition         | Rang               | Résultats France | Résultats Gaël Fickou | Matchs Gaël Fickou |
| --------------- | ------------------ | ---------------- | --------------------- | ------------------ |
| Angleterre 2015 | Quart de finaliste | 3 v, 0 n, 2 d    | 2 v, 0 n, 0 d         | 2/5                |
| Japon 2019      | Quart de finaliste | 3 v, 0 n, 1 d    | 2 v, 0 n, 1 d         | 3/4                |
| France 2023     | Quart de finaliste | 4 v, 0 n, 1 d    | 3 v, 0 n, 1 d         | 4/5                |

Légende : v = victoire ; n = match nul ; d = défaite.

### Distinctions personnelles
- Nuit du rugby 2013 :  Meilleure révélation pour la saison 2012-2013[47]
- Membre de l'équipe type du Tournoi des Six Nations en 2022